# Winston Churchill (Schiff)
Die Winston Churchill war eine 1967 in Dienst gestellte Fähre der dänischen Det Forenede Dampskibs-Selskab (DFDS). Das Schiff blieb bis 1996 in Fahrt und wurde anschließend als Mayan Express nach Norwegen verkauft, ohne jedoch wieder eingesetzt zu werden. 2004 ging die Mayan Express nach achtjähriger Liegezeit zum Abbruch ins indische Alang.

## Geschichte

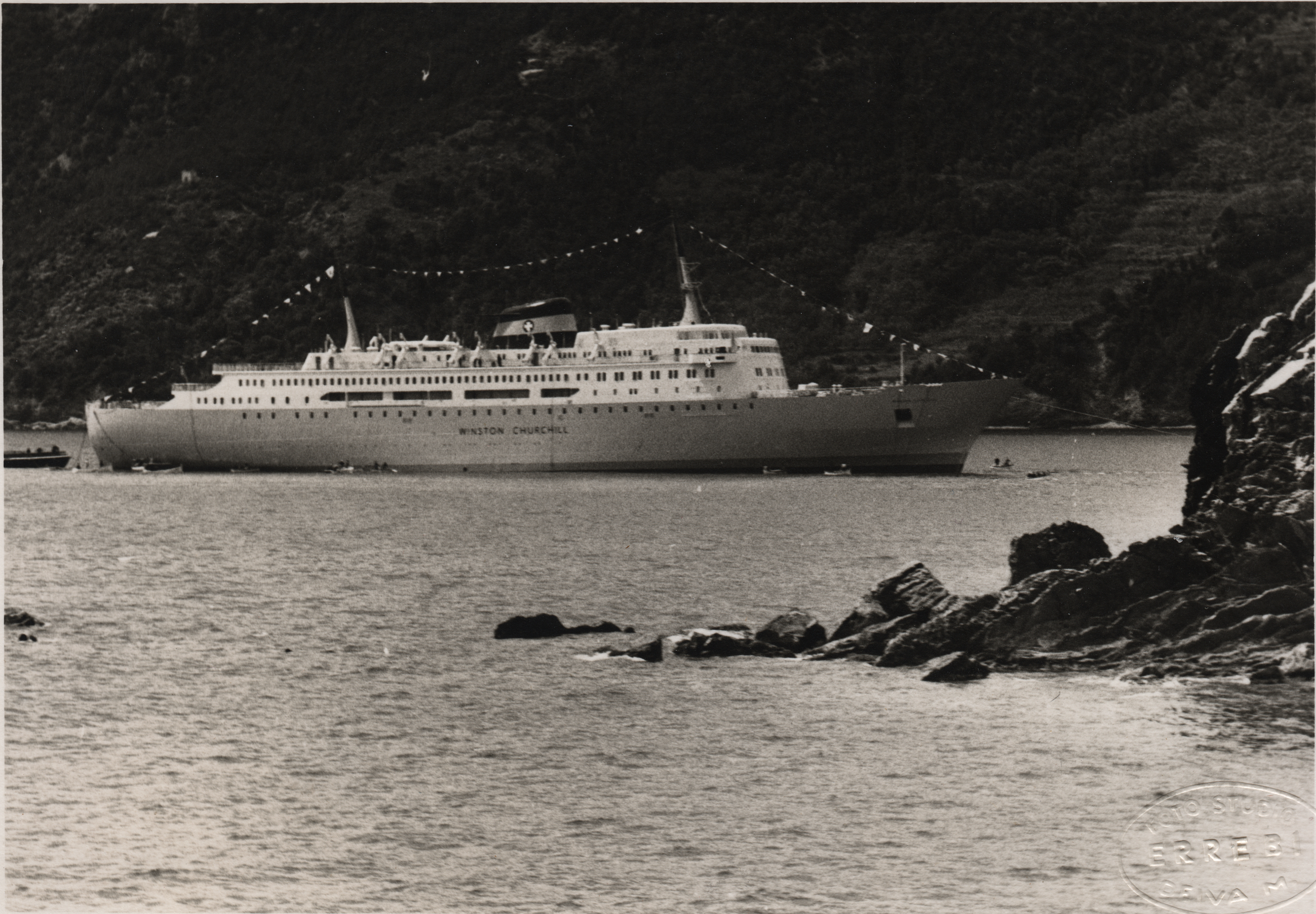
Die Winston Churchill im Jahr 1967

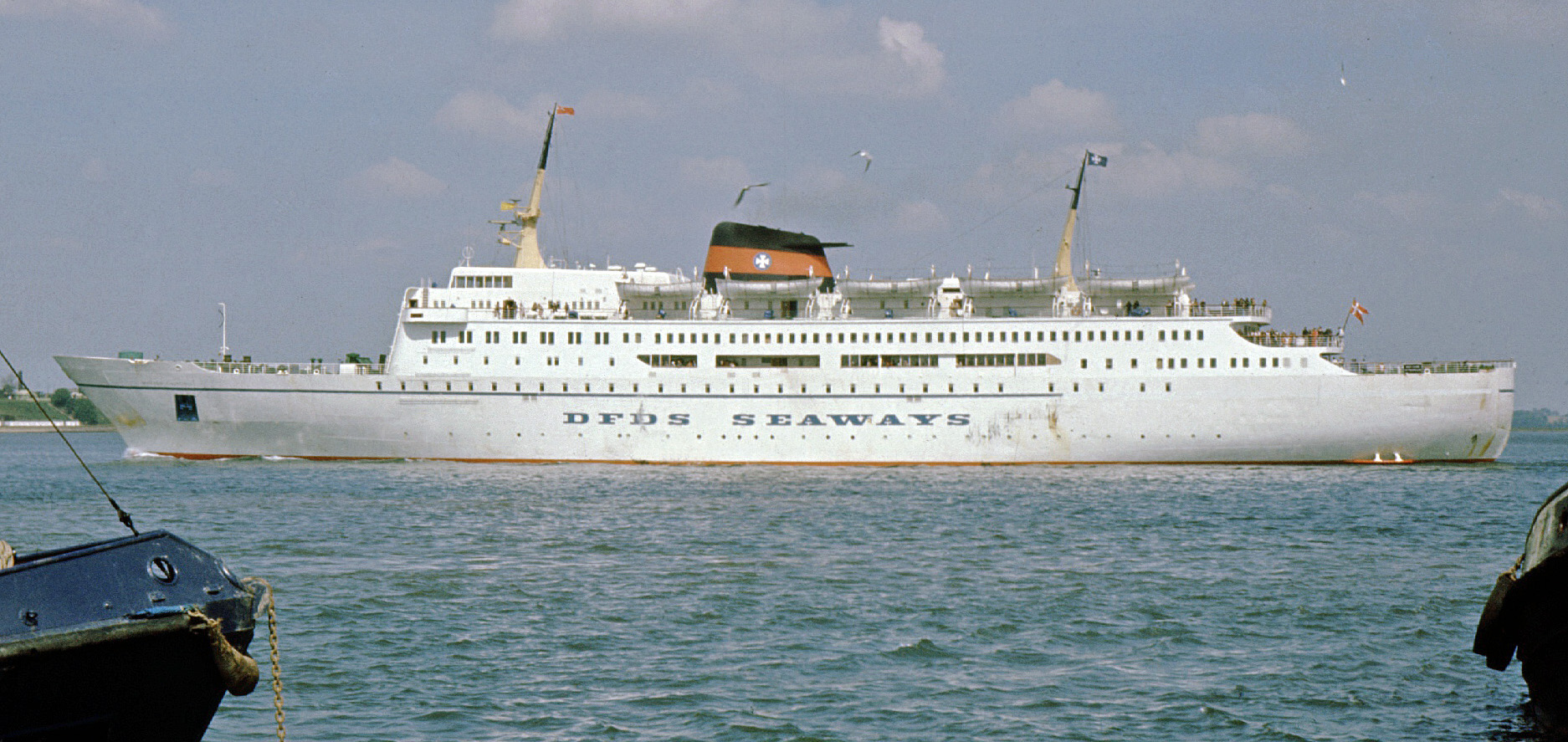
Winston Churchill 1974 in Harwich

Die Winston Churchill wurde am 14. Juli 1965 bei Cantieri Navali del Torrino e Riuniti in Genua bestellt und am 15. Januar 1966 unter der Baunummer 277 auf Kiel gelegt. Der Stapellauf des Schiffes fand am 25. Mai 1966 statt. Nach der Übernahme durch die Det Forenede Dampskibs-Selskab am 19. Mai 1967 wurde die Winston Churchill am 28. Mai getauft. Taufpatin war Clementine Churchill, die Witwe des zwei Jahre zuvor verstorbenen Namensgebers Sir Winston Churchill. Am 2. Juni 1967 nahm das Schiff schließlich den Fährbetrieb auf der Strecke von Esbjerg nach Harwich auf.
1971 wurde die Winston Churchill umgebaut, wodurch sich ihre Passagierkapazität von 450 auf 750 Personen erhöhte. Am 26. August 1979 lief das Schiff vor Newcastle upon Tyne auf Grund und musste freigeschleppt werden. Die Passagiere wurden zuvor per Hubschrauber evakuiert. Nach längeren Reparaturarbeiten nahm es am 24. März 1980 wieder den Fährbetrieb auf.
Im Laufe ihrer Dienstzeit war die Winston Churchill auf verschiedenen Fährlinien im Einsatz. Von Dezember 1985 bis August 1986 gehörte sie kurzzeitig der dänischen Molslinjen, ehe sie wieder von DFDS zurückgekauft wurde. Von 1987 bis 1991 war das Schiff neben dem normalen Fährdienst von Mai bis Juni sowie von August bis Oktober auch für Kreuzfahrten vor Skandinavien im Einsatz.
Nach Umbauten bei Nobiskrug in Rendsburg im Januar 1989 diente die Winston Churchill bis 1992 als Flüchtlingsunterkunft im Hafen von Malmö. Anschließend nahm sie ab November 1992 unter Charter der TR-Line den Fährdienst von Rostock nach Trelleborg auf. Ab April 1993 befuhr das Schiff die Strecke von Hamburg über Newcastle upon Tyne nach Esbjerg.
Am 3. April 1996 brach im Maschinenraum der Winston Churchill ein Brand aus, der sie schwer beschädigte. Obwohl das Schiff anschließend repariert und wieder in Dienst gestellt wurde, beschloss DFDS den Verkauf nach 29 Dienstjahren. Am 8. Juli 1996 ging die Winston Churchill unter dem Namen Mayan Express an Emerald Empress Holding. Das Schiff stand fortan unter der Flagge von St. Vincent und die Grenadinen.
Die Mayan Express wurde im Juli 1996 zur Westcon Shipyard in Vikebygd überführt, um dort umgebaut zu werden, was jedoch nach der Insolvenz ihres Besitzers im Jahr 1997 nicht mehr verwirklicht wurde. Die folgenden Jahre lag das Schiff vor Norwegen und wechselte mehrfach den Besitzer, ohne jedoch wieder in Fahrt zu kommen. Im Januar 2004 wurde die Mayan Express zum Abbruch ins indische Alang verkauft, wo sie am 24. Januar eintraf.